# Veritas Stadion
Veritas Stadion – stadion piłkarski w Turku (Finlandia). Mecze domowe rozgrywają na nim drużyny Inter Turku i Turun Palloseura. Może pomieścić 9 000 osób. Został oddany do użytku w 1952, a odremontowany w 2003.